# Campeonato Africano de Atletismo de 2010 - 100 m com barreiras feminino
A prova dos 100 metros com barreiras feminino do Campeonato Africano de Atletismo de 2010 foi disputada entre os dias 28 e 29 de julho de 2010 em Nairóbi,  no Quênia. 

## Recordes
Antes desta competição, os recordes mundiais e do campeonato nesta prova eram os seguintes:
|                       | Nome             | Nacionalidade | Tempo | Local        | Data                 |
| --------------------- | ---------------- | ------------- | ----- | ------------ | -------------------- |
| Recorde mundial       | Yordanka Donkova | Bulgária      | 12.21 | Stara Zagora | 20 Agosto de 1988    |
| Recorde do campeonato | Glory Alozie     | Nigéria       | 12.77 | Dakar        | 19 de agosto de 1998 |
| Recorde africano      | Glory Alozie     | Nigéria       | 12.44 | Mônaco       | 8 de agosto de 1998  |
| Recorde africano      | Glory Alozie     | Nigéria       | 12.44 | Bruxelas     | 28 de agosto de 1998 |
| Recorde africano      | Glory Alozie     | Nigéria       | 12.44 | Sevilha      | 28 de agosto de 1999 |

## Medalhistas
| Ouro              | Prata            | Bronze              |
| Seun Adigun (NGR) | Gnima Faye (SEN) | Amina Ferguen (ALG) |

## Cronograma
Todos os horários são locais (UTC+3).
| Data        | Hora  | Evento  |
| ----------- | ----- | ------- |
| 28 de julho | 16:20 | Bateria |
| 29 de julho | 14:10 | Final   |

## Resultados

### Bateria
Qualificação: 3 atletas de cada bateria  (Q) mais os 2 melhores qualificados (q).
| Posição | Bateria | Atleta                   | Nacionalidade  | Tempo | Notas                |
| ------- | ------- | ------------------------ | -------------- | ----- | -------------------- |
| 1       | 2       | Gnima Faye               | Senegal        | 13.58 | Q                    |
| 2       | 1       | Seun Adigun              | Nigéria        | 13.59 | Q                    |
| 3       | 1       | Beatrice Kambole         | Burquina Fasso | 13.73 | Q,                   |
| 4       | 2       | Carole Made Kaboud Mebam | Camarões       | 13.78 | Q                    |
| 5       | 2       | Amina Ferguen            | Argélia        | 13.83 | Q                    |
| 6       | 1       | Rosina Amenebede         | Gana           | 14.08 | Q,                   |
| 7       | 2       | Florence Wasike          | Quênia         | 14.33 | q,                   |
| 8       | 1       | Alyma Soura              | Burquina Fasso | 14.35 | q                    |
| 9       | 2       | Telma Cossa              | Moçambique     | 14.77 |                      |
| 10      | 1       | Maureen Jelagat Maiyo    | Quênia         | 15.02 | Recorde da temporada |
| 11      | 1       | Jentricks Nelima         | Quênia         | 15.88 |                      |
| 12      | 2       | Tigest Getent            | Etiópia        | 16.35 |                      |

### Final
| Posição           | Raia | Atleta                   | Nacionalidade  | Tempo | Notas                |
| ----------------- | ---- | ------------------------ | -------------- | ----- | -------------------- |
| Medalha de ouro   | 5    | Seun Adigun              | Nigéria        | 13.14 | Recorde da temporada |
| Medalha de prata  | 4    | Gnima Faye               | Senegal        | 13.67 |                      |
| Medalha de bronze | 3    | Amina Ferguen            | Argélia        | 13.87 |                      |
| 4                 | 2    | Alyma Soura              | Burquina Fasso | 14.02 |                      |
| 5                 | 6    | Carole Made Kaboud Mebam | Camarões       | 14.16 |                      |
| 6                 | 1    | Florence Wasike          | Quênia         | 14.21 | Recorde nacional     |
| 7 !               | 8    | Rosina Amenebede         | Gana           | DSQ   |                      |
| 8 !               | 3    | Beatrice Kambole         | Burquina Fasso | DNF   |                      |

Legenda
| Recorde mundial       | Recorde mundial (World record)               |                       | Recorde africano                      | Recorde africano (African) |                                           | Q | Classificado por posição (Qualified) |
| Recorde do campeonato | Recorde do campeonato (Championship record)  | Recorde da América    | Recorde da América (Americas)         | q                          | Classificado por melhor tempo (Qualified) |   |                                      |
| Melhor marca do ano   | Melhor marca do ano (World leading)          | Recorde asiático      | Recorde asiático (Asian)              | DNS                        | Não largou (Did not start)                |   |                                      |
| Recorde nacional      | Recorde nacional (National record)           | Recorde europeu       | Recorde europeu (European)            | DNF                        | Não terminou (Did not finish)             |   |                                      |
| Recorde pessoal       | Recorde pessoal do atleta (Personal best)    | Recorde da Oceania    | Recorde da Oceania (Oceania)          | DSQ / DQ                   | Desclassificado (Disqualified)            |   |                                      |
| Recorde da temporada  | Recorde da temporada do atleta (Season best) | Recorde sul-americano | Recorde sul-americano (South America) | NM                         | Sem marca (No mark)                       |   |                                      |